# گمینا پانتنوو
گمینا پانتنوو (به لهستانی:  Gmina Pątnów) یک گمینا در لهستان است که در شهرستان ویلون واقع شده‌است. گمینا پانتنوو ۱۱۴٫۳ کیلومتر مربع مساحت و ۶٬۴۵۲ نفر جمعیت دارد.